# Райнфельдский диалект
Райнфельдский диалект (нем. Reinfelder Platt) — немецкий диалект, принадлежащий к нижнесаксонским диалектам нижненемецкого языка. Распространён в гольштейнском городе Райнфельд, в районе Штормарн, между Бад-Ольдесло и Любеком. Наряду с дитмаршенским, фемарнским и восточногольштейнским входит в гольштейнскую группу диалектов.